# شونسوکه تاچینو
شونسوکه تاچینو (انگلیسی: Shunsuke Tachino؛ زادهٔ ۱۹ مهٔ ۱۹۹۳) بازیکن فوتبال اهل ژاپن است.
از باشگاه‌هایی که در آن بازی کرده‌است می‌توان به باشگاه فوتبال توکیو وردی اشاره کرد.